# Dorcadion deyrollei
Dorcadion deyrollei là một loài bọ cánh cứng trong họ Cerambycidae.